# 寨阳乡
寨阳乡，是中华人民共和国湖南省湘西土家族苗族自治州吉首市下辖的一个乡镇级行政单位。

## 行政区划
寨阳乡下辖以下地区：
马坳村、回光村、补点村、树尔村、矮板村、坪朗村、新溪村和排乃村。